# 海德联足球俱乐部
海德聯足球會（英語：Hyde United F.C.）是位於英格蘭西北部大曼徹斯特郡坦姆赛德海德鎮的足球俱樂部，於1919年以「海德足球會」（Hyde F.C.）的名義成立，直到1917年更改為現名，於2010至2015年又改回「海德足球會」，現時在英格蘭足球聯賽系統第七級的英格蘭北部超級聯賽超聯組參賽。
在球隊經歷大部分的歲月主要穿著紅衫白褲，但於2010/11年球季更名後應贊助商要求改穿白衫深藍褲，僅一季後即回復穿著紅衫。球隊主場是尤恩球場（Ewen Fields），可以容納4,073名觀眾，當中設有530個坐席。

## 敵對球隊
海德主要有兩大敵對球隊，分別是史達利比治（Stalybridge Celtic）和 特羅斯登（Droylsden），基於兩會地理上毗鄰而處，史達利比治更被視為死敵。自1980年以來，兩會在各項賽事對戰50場，海德成績略為佔優，取得25場勝仗，而史達利比治則有20場，其餘5仗握手言和。

## 榮譽

2010-15年海德足球會會徽

海德歷年來贏得的榮譽如下：

### 聯賽
- 英格蘭足球議會北部聯賽
  - 2011/12年[8]；
- 英格蘭北部超級聯賽超聯組
  - 2004/05年[9]；
- 英格蘭北部超級聯賽甲組
  - 2003/04年[10]；
- 柴郡足球聯賽
  - 1954/55年、1955/56年、1981/82年[11]；
- 曼徹斯特足球聯賽
  - 1920/21年、1921/22年、1922/23年、1928/29年、1929/30年；

### 盃賽
- 英格蘭足總盃 第一圈
  - 1955/56年、1983/84年[12]、1994/95年[13]；
- 英格蘭足總錦標 準決賽
  - 1988/89年[14]、1994/95年[15]、1995/96年[16]；
- 柴郡高級盃 冠軍
  - 1945/46年、1962/63年、1969/70年、1980/81年[17]、1989/90年[18]、1996/97年[19]；
- 曼徹斯特超級盃 冠軍
  - 1993/94年[20]、1994/95年[21]、1995/96年[22]、1998/99年[23]、2004/05年[24]、2005/06年[25]；
- 曼徹斯特高級盃 冠軍
  - 1974/75年；
- 北部超級聯賽挑戰盃 冠軍
  - 1985/86年[26]、1989/90年[27]、1995/96年[28]；
- 北部超級聯賽主席盃 冠軍
  - 1999/2000年[29]、2003/04年[30]；
- 柴郡足球聯賽盃 冠軍
  - 1933/34年、1952/53年、1954/55年、1972/73年、1981/82年[31][32]；

## 外部連結
- Official website （页面存档备份，存于）
- Details about Ewen Fields （页面存档备份，存于）